# 5 Brygada Strzelców (Imperium Rosyjskie)
5 Brygada Strzelców (ros. 5-я Стрелковая бригада) – związek taktyczny piechoty armii Imperium Rosyjskiego.

## Charakterystyka
Brygada stacjonowała między innymi w m. Suwałki.

 W przededniu I wojny światowej posiadała etatowo cztery pułki piechoty i organiczny dywizjon artylerii. Jej pułki posiadały po dwa bataliony, a te cztery kompanie oraz kompanię tyłową. Kompania piechoty czasu wojny liczyła około 240 żołnierzy i 4–5 oficerów. Na szczeblu pułku występował także pododdział karabinów maszynowych (8 km), łączności (w tym 14 konnych gońców i 21 telefonistów) i zwiadowczy (64 zwiadowców, w tym 4 kolarzy).

W tym czasie brygada podlegała stacjonującemu w Wilnie 3 Korpusowi Armijnemu.

## Struktura organizacyjna
Lipiec 1914:
- Dowództwo brygady – Suwałki
- 17 pułk strzelców – Suwałki
- 18 pułk strzelców – Suwałki
- 19 pułk strzelców – Suwałki
- 20 pułk strzelców – Suwałki